# Kevin Danso
Kevin Danso (ur. 19 września 1998 w Voitsbergu) – austriacki piłkarz ghańskiego pochodzenia występujący na pozycji obrońcy, reprezentant Austrii.

## Kariera
W czasach juniorskich trenował w angielskich Reading F.C. i Milton Keynes Dons oraz w niemieckim FC Augsburg. 9 marca 2017 został włączony do kadry pierwszego zespołu tego ostatniego. W Bundeslidze zadebiutował 3 marca 2017 w zremisowanym 2:2 meczu z RB Leipzig. 8 sierpnia 2019 został wypożyczony do angielskiego klubu Southampton F.C..
W reprezentacji Austrii zadebiutował 2 września 2017 w przegranym 0:1 meczu z Walią w ramach eliminacji do Mistrzostw Świata 2018. Do gry wszedł w 27. minucie, zastępując kontuzjowanego Sebastiana Prödla.